# Diplothrixochernes patagonicus
Diplothrixochernes patagonicus är en spindeldjursart som beskrevs av Beier 1962. Diplothrixochernes patagonicus ingår i släktet Diplothrixochernes och familjen blindklokrypare. Inga underarter finns listade i Catalogue of Life.